# Сан-Педро (Чили)
Сан-Педро (исп. San Pedro) — посёлок в Чили. Административный центр одноимённой коммуны. Население посёлка — 441 человек (2002). Посёлок и коммуна входит в состав провинции Мелипилья и Столичной области.
Территория — 788 км². Численность населения — 9726 жителя (2017). Плотность населения — 12,3 чел./км².

## Расположение
Поселок расположен в 91 км на юго-запад от столицы Чили города Сантьяго.
Коммуна граничит:
- на севере — c коммуной Сан-Антонио
- на северо-востоке — c коммуной Мелипилья
- на юго-востоке — c коммуной Алуэ
- на юге — c коммуной Лас-Кабрас
- на юго-западе — c коммунами Литуэче, Навидад
- на северо-западе — c коммуной Санто-Доминго

## Демография
Согласно сведениям, собранным в ходе переписи 2017 г. Национальным институтом статистики (INE),  население коммуны составляет:
| Полное население                          | Полное население                          | Полное население                          | Полное население                          | Полное население                          | 9726 |
| ----------------------------------------- | ----------------------------------------- | ----------------------------------------- | ----------------------------------------- | ----------------------------------------- | ---- |
| в том числе:                              | Городское население                       | 0                                         | Процент городского населения, %           | 0,00                                      |      |
|                                           | Сельское население                        | 9726                                      | Процент сельского населения, %            | 100,00                                    |      |
|                                           | Мужское население                         | 5132                                      | Процент мужского населения, %             | 52,77                                     |      |
|                                           | Женское население                         | 4594                                      | Процент женского населения, %             | 47,23                                     |      |
| Плотность населения, чел./км²             | Плотность населения, чел./км²             | Плотность населения, чел./км²             | Плотность населения, чел./км²             | Плотность населения, чел./км²             | 12,3 |
| Население коммуны в % к населению области | Население коммуны в % к населению области | Население коммуны в % к населению области | Население коммуны в % к населению области | Население коммуны в % к населению области | 0,14 |

| Динамика изменения населения коммуны | Динамика изменения населения коммуны | Динамика изменения населения коммуны | Динамика изменения населения коммуны |
| ------------------------------------ | ------------------------------------ | ------------------------------------ | ------------------------------------ |
| 1992                                 | 2002                                 | 2012                                 | 2017                                 |
| 6746                                 | 7549▲                                | 8485▲                                | 9726▲                                |

## Важнейшие населенные пункты[4]
| № | Населённый пункт | Населённый пункт (исп.) | Категория | Население чел. (2002) | На карте                        |
| - | ---------------- | ----------------------- | --------- | --------------------- | ------------------------------- |
| 1 | Эль-Яли          | El Yali                 | поселок   | 675                   | 33°54′55″ ю. ш. 71°26′41″ з. д. |
| 2 | Сан-Педро        | San Pedro               | поселок   | 441                   | 33°53′37″ ю. ш. 71°27′19″ з. д. |
| 3 | Лойка-Абахо      | Loica Abajo             | поселок   | 391                   | 33°57′56″ ю. ш. 71°29′10″ з. д. |
| 4 | Лойка-Арриба     | Loica Arriba            | поселок   | 351                   | 33°58′47″ ю. ш. 71°27′30″ з. д. |
| 5 | Эль-Прадо        | El Prado                | поселок   | 324                   | 33°55′07″ ю. ш. 71°30′27″ з. д. |